# Heinrich Link (Jurist)
Heinrich Link (* 26. Februar 1912 in Gunzenhausen; † nach 1948) war ein deutscher Jurist, u. a. Verteidiger während der Nürnberger Prozesse.

## Leben
Heinrich Link studierte an der Universität München Rechtswissenschaften. Zum 1. Mai 1937 trat er der NSDAP bei (Mitgliedsnummer 3.939.904). Er wurde nach Kriegsende mit der Kategorie 4 „Mitläufer“ entnazifiziert.
Im Juristen-Prozess (Fall 3 der Nachfolgeprozesse; USA gegen Josef Altstötter et al.), einem Nachfolgeprozess der Nürnberger Prozesse, der von Anfang März 1945 bis Mitte Dezember 1947 dauerte, war er ab 31. Juli 1947 als Nachfolger von Hans Marx Verteidiger des ehemaligen Vizepräsident des Volksgerichtshof Karl Engert. Engert schied wegen Krankheit vorzeitig aus dem Verfahren aus.
Im Einsatzgruppen-Prozess (Fall 9 der Nachfolgeprozesse; USA gegen Otto Ohlendorf et al.), einem Nachfolgeprozess der Nürnberger Prozesse, der von Ende September 1947 bis Mitte April 1948 dauerte, war er Verteidiger von Felix Rühl. In einem Anklagepunkt für schuldig befunden, wurde Rühl zu 10 Jahren Haft verurteilt.
Im Krupp-Prozess (Fall 10 der Nachfolgeprozesse; USA gegen Alfried Krupp et al.), einem Nachfolgeprozess der Nürnberger Prozesse, der von Anfang Dezember 1947 bis Ende Juli 1948 dauerte, war er Verteidiger von Erich Müller. Sein Assistent bei der Verteidigung war Otto Reitzenstein. Müller wurde in zwei von vier Anklagepunkten für schuldig befunden und zu 12 Jahren Haft verurteilt.